# Carlos Rohde
Carlos Alberto Rohde (Tandil, 8 de diciembre de 1947) es un militar argentino veterano de guerra de Malvinas en situación de retiro con el grado de brigadier general. Fue jefe del Estado Mayor General de la Fuerza Aérea (JEMGFA) desde el 4 de junio de 2003 hasta el 17 de febrero de 2005.

## Carrera
Carlos Alberto Rohde ingresó a la Escuela de Aviación Militar en el año 1966, luego de finalizar sus estudios secundarios. Egresaría de dicha academia de formación militar en 1969 con el grado de alférez. Se especializó como aviador de caza.

### Hechos relevantes

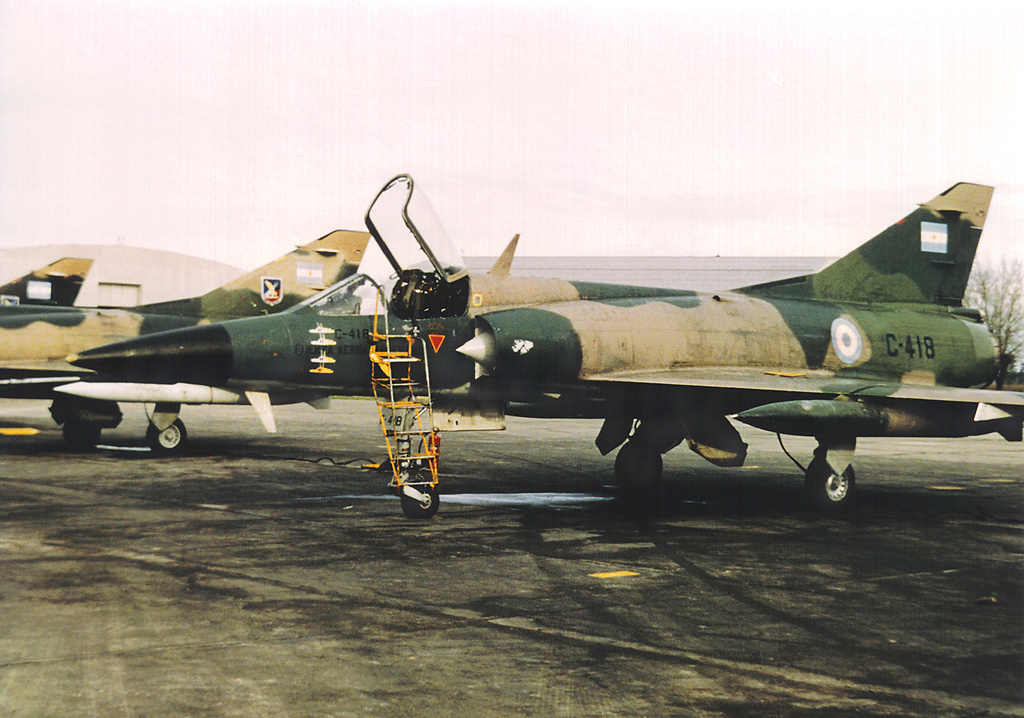
IAI Dagger

Luego de egresar en 1969 como alférez, realizó su curso de aviador de cazas. El 31 de diciembre de 1972 fue ascendido a teniente. Unos años más tarde fue promovido a primer teniente y en 1979 llegó al grado de capitán.
A lo largo de su carrera, Rohde estuvo destinado en las bases aéreas de El Plumerillo, Villa Reynolds, Tandil, Río Cuarto y Río Gallegos.
El año 1982 significó para Carlos Alberto Rohde poner en práctica todo lo que había aprendido en su trayectoria como aviador militar, puesto a que el 2 de abril de 1982 se inició la guerra de las Malvinas y la Fuerza Aérea Argentina cumplió un rol fundamental en este conflicto bélico. En el conflicto, piloteó el avión cazabombardero un IAI Dagger (la versión israelí del Dassault Mirage 5) concretando diez misiones de ataque a navíos y personal en tierra británicos.
Sus misiones más destacadas fueron dos. La primera tuvo lugar el día 21 de mayo de 1982 en el estrecho de San Carlos, y la segunda el 8 de junio de ese mismo año en la bahía Agradable. En ambos ataques los británicos sufrieron severas pérdidas, tanto humanas como de orden material. En 1993 fue condecorado con la Medalla al Valor en Combate.
Luego de la guerra, llegaría a la jerarquía de comodoro en 1994 y el 31 de diciembre de 2000 fue ascendido a brigadier, además de licenciarse en Sistemas Aéreos y Aeroespaciales.

## Titular de la Fuerza Aérea Argentina
Tras la asunción de Néstor Carlos Kirchner a la Presidencia de la Nación Argentina el 25 de mayo de 2003, se produjo en las Fuerzas Armadas Argentinas una gran renovación tanto en el generalato como en el almirantazgo y el brigadierato. En la Aeronáutica se dispuso el retiro de su titular, el brigadier general Walter Barbero, y los otros doce oficiales más antiguos (todos los brigadieres mayores y algunos brigadieres). El hasta aquel entonces jefe de Planificación de la Fuerza Aérea Argentina, brigadier Carlos Rohde, fue designado por Néstor Carlos Kirchner para ocupar el cargo que dejó vacante Barbero, la Jefatura del Estado Mayor de la Fuerza Aérea Argentina, el cual asumió formalmente el 4 de junio de 2003.
Una vez puesto al frente de la Fuerza Aérea, el brigadier Rohde viajó el 16 de julio de 2003 emprendió una visita a Londres, donde tuvo lugar una cumbre de jefes aeronáuticos a la cual fue invitado. En ese evento se encontró con el titular de la Real Fuerza Aérea británica Peter Squire, quien al igual que Carlos Rohde, participó en el conflicto del atlántico sur en 1982.
El 23 de julio de 2003 el senado aprobó los ascensos al grado inmediato superior para el general de brigada Roberto Fernando Bendini y para el brigadier Carlos Alberto Rohde, quienes fueron promovidos a general de división y brigadier mayor respectivamente.
Dicho proceso de ascenso a las jerarquías sólo fue posible mediante la modificación de la Ley 19 101 de personal militar que tuvo lugar el 3 de junio de 2003, la cual fijaba un mínimo de años de servicio para que los generales, almirante y brigadieres puedan ser designados a jerarquías superiores o ser designados titulares de sus fuerzas. Ni Bendini ni Rohde contaban con los tres años antigüedad necesaria para sus promociones, por lo que la ley fue modificada eliminándose el requisito de antigüedad necesaria para aquellos oficiales que sean designados titulares de sus respectivas armas.
Pocos meses después, precisamente el miércoles 19 de noviembre de 2003, el Congreso de la Nación Argentina aprobó los pliegos de ascensos para los jefes militares del Ejército Argentino y la Fuerza Aérea Argentina propuestos por el presidente de la Nación Argentina.
El 16 de diciembre de 2003 tuvo lugar la ceremonia de ascensos militares encabezada por Néstor Kirchner en la Casa Rosada en los cuales se invistió a Roberto Bendini con su grado de teniente general, a Carlos Rohde con su rango de brigadier general y a Jorge Omar Godoy con la jerarquía de almirante.

### Declaraciones polémicas
El 7 de marzo de 2004 el brigadier general respondió a una pregunta de un periodista referida a la violencia de los años 70 en la Argentina que generó ciertas convulsiones en el gobierno:

«Todo lo que contribuya a esclarecer los hechos, lo vemos con buenos ojos. No tengo presentes las palabras exactas que se emplearon en la autocrítica de 1995, pero sí se reconoció que se habían cometido errores y horrores; inclusive se habló de que fueron cometidos por ambos lados.»
Carlos Alberto Rohde

Rohde hizo referencia al discurso del brigadier general (R) Juan Paulik pronunció en 1995, a modo de autocrítica, respecto al accionar de la aeronáutica durante el Proceso de Reorganización Nacional. Desde el oficialismo, el entonces Ministro del Interior Aníbal Fernández se refirió a las palabras del brigadier general Rohde como «poco felices». Sin embargo, al día siguiente el jefe aeronáutico dijo que sus palabras pronunciadas respecto a la violencia de la década de 1970 en Argentina conformaron «una expresión desafortunada».

## Pase a situación de retiro
La cúpula de la Aeronáutica casi totalmente por orden del presidente Néstor Kirchner. El jefe de la Fuerza Aérea, brigadier general Carlos Rohde, fue relevado el 17 de febrero de 2005 de su cargo al igual que todos los brigadieres mayores y otros brigadieres como consecuencia del escándalo originado por el caso del contrabando de drogas en un avión de la empresa Southern Winds.
Al saliente jefe aeronáutico se lo hizo responsable de haber mantenido en su puesto al comodoro Alberto Beltrame, jefe del Aeropuerto Internacional de Ezeiza, aún a sabiendas del escándalo por las "narcovalijas" y a pesar de que el hijo de Beltrame estaba seriamente comprometido en la investigación. El hijo de Beltrame, empleado de Southern Winds, se entregó ayer después de estar prófugo de la Justicia.
En su discurso de despedida del servicio activo, el 22 de febrero de 2005, el ya brigadier general (R) Carlos Alberto Rohde, afirmó, al borde del llanto, que dejaba su cargo con «tranquilidad de conciencia» y con el «profundo dolor» como consecuencia del pase a situación de retiro de la gran mayoría de sus camaradas que nada tenían que ver el escándalo de las valijas.
Luego de hacer entrega del mando al brigadier Eduardo Augusto Schiaffino el 22 de febrero, Rohde aseguró a la prensa que «No nos pueden involucrar a todos en una conspiración para hacer contrabando» y que «Nosotros no tenemos nada que ver con el tráfico de cocaína». Schiaffino, el flamante jefe aeronáutico despidió a los diecisiete brigadieres retirados forzosamente refiriéndose a ellos como «los héroes de Malvinas».